# 스타니슬랍스키-네미로비치 단첸코 기념음악극장

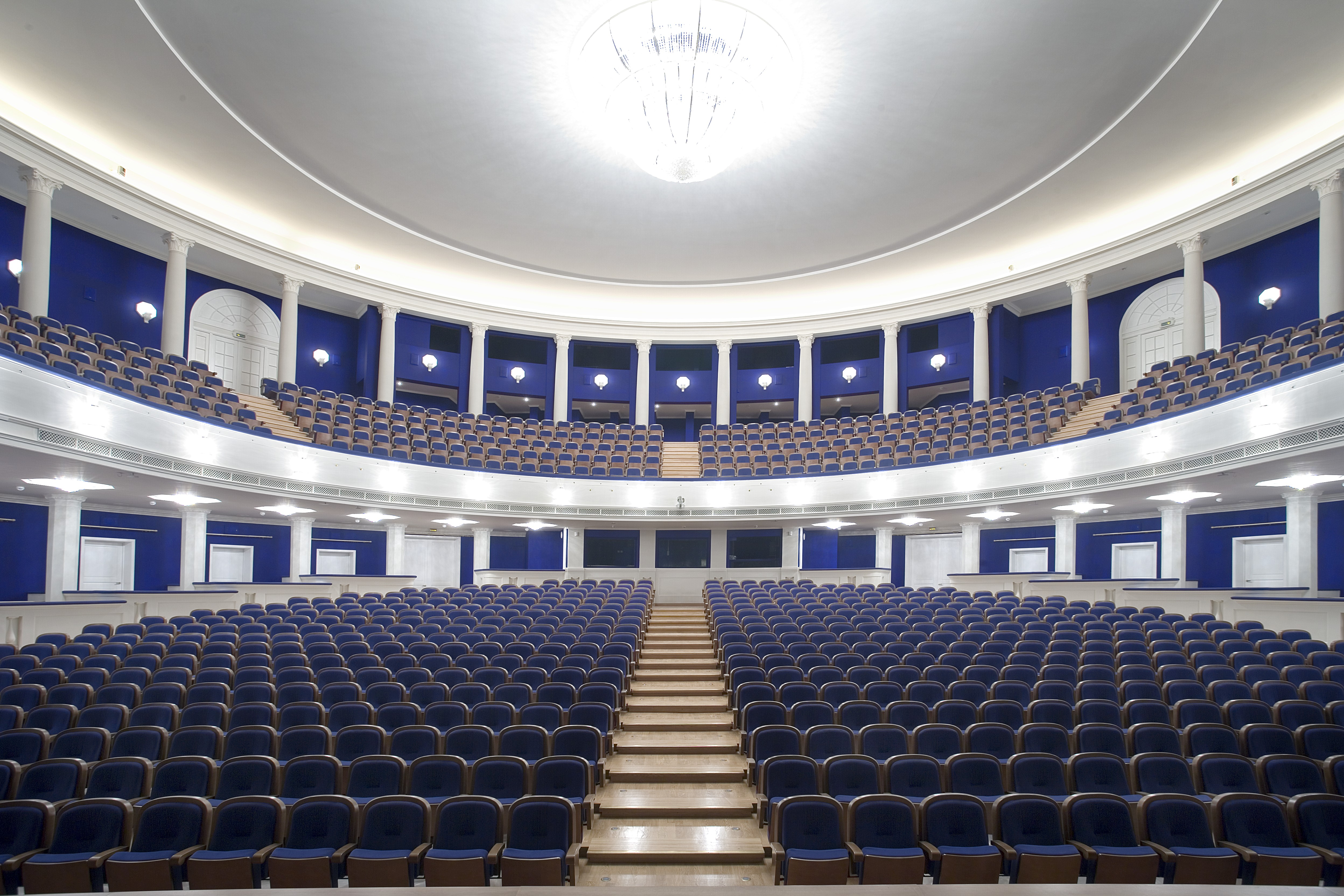

스타니슬랍스키-네미로비치 단첸코 기념음악극장(Stanislavski and Nemirovich-Danchenko Moscow Academic Music Theatre, 러시아어: Московский Академический Музыкальный Театр имени народных артистов К. С. Станиславского и В. И. Немировича-Данченко)는 1919년에 발족한 스타니슬랍스키의 오페라 연구극장과 네미로비치의 음악연구극장이 1941년에 합동한 것이다. 음악극장에는 단순한 가수나 무용가가 아니라, 악보가 명하는 그대로 인물의 심리·성격·환경 등을 정확하게 표현하는 연기자가 있어야 한다는 두 창설자의 이상(理想)의 실현을 지향하고 있다. 상연목록은 오페라, 뮤지컬, 발레 등 음악극의 모든 장르를 망라하고 있으며, 러시아 오페라의 실험실이라는 말 그대로 현대 러시아 작곡가의 작품이 중요한 위치를 차지하고 있다.